# NBA Live 2003
NBA Live 2003 é um jogo eletrônico parte da série de jogos NBA Live que foi desenvolvido pela EA Sports e publicado pela Electronic Arts e lançado em 7 de Outubro de 2002.